# Камъш-Самарски езера
Камъш-Самарските езера (на казахски: Қамыс-Самар көлдері; на руски: Камыш-Самарские озёра) са няколко десетки малки безотточни, сладко-солени езеро в западната част на Казахстан, югозападната част на Западноказахстанска област. Разположени са северно от пустинята Рън, в най-северната част на Прикаспийската низина, в долните течения на реките Голям и Малък Узен, на няколко метра под морското равнище. От запад на изток се простират на протежение около 100 km и на 60 km от север на юг. Разположени са в две успоредни помежду си редици, разделени от солени пясъчно-глинести хълмове. Някои от тях са проточни, дълги до 6 km, с максимална дълбочина до 2,5 m. В западната редица се влива река Малък Узен, а в източната – река Голям Узен. През лятото някои от тях пресъхват. Спрямо минерализацията на водата им се делят на три групи. Езерата Гушче-Кулак, Туше-Кулак, Старицко и др. са пресни, Раим, Сарай и др. – солени, а Съръкулак, Аксор и др. – горчиво-солени. Пресните езера са богати на риба.

## Топографска карта
- М-39 М 1:1000000[2]